# Rio Cisla
O Rio Cisla é um rio da Romênia, afluente do Elan, localizado no distrito de Vaslui.